# Parafia Świętego Rocha w Drużbicach
Parafia św. Rocha w Drużbicach – parafia rzymskokatolicka znajdująca się w archidiecezji łódzkiej w dekanacie zelowskim.

## Historia
Parafia została erygowana przez abp gnieźnieńskiego w 1688 r.
Kościół parafialny jest murowany, wzniesiony w latach 1889–1897 według projektu arch. Kornelego Szrettera w stylu neogotyckim. Budował ks. Michał Ziarniewicz. Świątynia została konsekrowana 20 sierpnia 1905 r. przez biskupa włocławskiego, Stanisława Zdzitowieckiego.
Ołtarz główny – 2 obrazy: św. Rocha, wewnątrz MB Częstochowskiej; ołtarze boczne: Najświętszego Serca Pana Jezusa, św. Józefa, MB Nieustającej Pomocy; organy 15-głosowe, 2 dzwony.

## Proboszczowie
- ks. Karol Ochmanowski (1808–1811)
- ks. Józef Karaszkiewicz (1811–1833)
- ks. Teodor Rakowski (1833–1844)
- ks. Michał Szmigielski (1844–1881)
- ks. Michał Ziarniewicz (1881–1901)
- ks. Władysław Ciesielski (1901–1913)[1]
- ks. Franciszek Świetlicki (1913–1923)
- ks. Ignacy Raszka (1924–1938)
- ks. Józef Siutowicz (1938–1941)
- ks. Antoni Łukasik (1945–1959)
- ks. Stanisław Mazur (1959–1967)
- ks. Alfred Mikołajewicz (1967–1969)
- ks. Czesław Janeczek (1969–2009)
- ks. Józef Jeleń (2009–2013)
- ks. Mariusz Wojturski (2013–2015)
- ks. Wojciech Żelewski (2015–2018)
- ks. Paweł Sudowski (2018–2023)
- ks. Maciej Rojkowicz (od 2023)

## Wspólnoty parafialne
- Żywa Róża
- Rycerstwo Niepokalanej
- III Zakon św. Franciszka
- Bractwo św. Józefa
- Chór
- Ministranci